# Song of the Marching Children (lied)
"Song of the Marching Children" is een nummer van de Nederlandse band Earth & Fire. Het nummer werd uitgebracht als de vijfde en laatste track op hun gelijknamige album uit 1971.

## Achtergrond
"Song of the Marching Children" is geschreven door groepsleden Gerard Koerts, Hans Ziech en Chris Koerts en geproduceerd door Jaap Eggermont en Freddy Haayen. Het nummer beslaat de gehele tweede kant van het gelijknamige album. Het nummer bestaat uit zeven delen:
- Theme of the Marching Children (2:20)
- Opening of the Seal (1:10)
- Childhood (3:10)
- Afflichtion (1:30)
- Damnation (2:53)
- Purification (3:17)
- The March (2:02)

Het thema uit "Opening of the Seal" komt tijdens het nummer meerdere malen terug. Het stuk "Purification" wordt niet gezongen door Jerney Kaagman, maar door Chris Koerts, die in "Childhood" tevens de mannelijke tweede stem zong. "Damnation" is een variant op het slot van "Childhood". In het nummer wordt veel gebruik gemaakt van de mellotron.
Drummer Ton van der Kleij vertelde over zijn werk op "Song of the Marching Children": "Luister maar eens naar het einde van dat lange nummer. In feite deed ik daar wat ik eerder bij de fanfare van Voorburg geleerd had. Hetzelfde gold voor het intro van "Maybe Tomorrow, Maybe Tonight". Het was gewoon wat ik als jongetje bij de harmonie gedaan had."
"Song of the Marching Children" werd niet in zijn geheel uitgebracht als single, maar de eerste vier minuten van het nummer werden wel uitgebracht op de B-kant van de single "Invitation", dat de vijfde plaats in de Nederlandse Top 40 en de vierde plaats in de Hilversum 3 Top 30 behaalde. Desondanks bleek het een populair nummer en staat het sinds 2000 bijna ieder jaar genoteerd in de Radio 2 Top 2000. In 2003 werd hierin op plaats 379 de hoogste notering behaald.

## Hitnoteringen

### NPO Radio 2 Top 2000
| Nummer met noteringen in de NPO Radio 2 Top 2000 | '00 | '01 | '02 | '03 | '04 | '05 | '06 | '07 | '08 | '09 | '10 | '11 | '12  | '13  | '14  | '15  | '16  | '17  | '18  |
| ------------------------------------------------ | --- | --- | --- | --- | --- | --- | --- | --- | --- | --- | --- | --- | ---- | ---- | ---- | ---- | ---- | ---- | ---- |
| Song of the Marching Children                    | 665 | -   | 604 | 379 | 513 | 622 | 574 | 798 | 604 | 686 | 680 | 915 | 1177 | 1148 | 1042 | 1169 | 1387 | 1337 | 1928 |

1. ↑  Een '-' betekent dat het nummer niet was genoteerd en een vetgedrukt getal geeft de hoogste notering aan.
2. ↑  2000 was het eerste jaar met een notering voor dit nummer.
3. ↑  Deze tabel is bijgewerkt tot en met de laatste editie (2024).

### Evergreen Top 1000
| Evergreen Top 1000 "Song of the Marching Children" | Evergreen Top 1000 "Song of the Marching Children" | Evergreen Top 1000 "Song of the Marching Children" | Evergreen Top 1000 "Song of the Marching Children" | Evergreen Top 1000 "Song of the Marching Children" | Evergreen Top 1000 "Song of the Marching Children" | Evergreen Top 1000 "Song of the Marching Children" | Evergreen Top 1000 "Song of the Marching Children" | Evergreen Top 1000 "Song of the Marching Children" | Evergreen Top 1000 "Song of the Marching Children" | Evergreen Top 1000 "Song of the Marching Children" | Evergreen Top 1000 "Song of the Marching Children" | Evergreen Top 1000 "Song of the Marching Children" | Evergreen Top 1000 "Song of the Marching Children" | Evergreen Top 1000 "Song of the Marching Children" | Evergreen Top 1000 "Song of the Marching Children" | Evergreen Top 1000 "Song of the Marching Children" |
| Jaar                                               | 2008                                               | 2009                                               | 2010                                               | 2011                                               | 2012                                               | 2013                                               | 2014                                               | 2015                                               | 2016                                               | 2017                                               | 2018                                               | 2019                                               | 2020                                               | 2021                                               | 2022                                               | 2023                                               |
| -------------------------------------------------- | -------------------------------------------------- | -------------------------------------------------- | -------------------------------------------------- | -------------------------------------------------- | -------------------------------------------------- | -------------------------------------------------- | -------------------------------------------------- | -------------------------------------------------- | -------------------------------------------------- | -------------------------------------------------- | -------------------------------------------------- | -------------------------------------------------- | -------------------------------------------------- | -------------------------------------------------- | -------------------------------------------------- | -------------------------------------------------- |
| Positie                                            | -                                                  | -                                                  | -                                                  | -                                                  | -                                                  | -                                                  | -                                                  | -                                                  | -                                                  | -                                                  | -                                                  | -                                                  | 581                                                | 349                                                | 367                                                | 278                                                |